# Notochelone costata
Genre
Espèce
Notochelone costata est une tortue marine fossile du Crétacé d'Australie, de la famille des Protostegidae.

## Description
Notochelone costata est un Protostegidae de taille modeste, avec en moyenne un mètre de long pour la carapace, des dimensions comparables à celles de la Tortue verte actuelle. Bien connu par de nombreux fossiles, il possédait un bec puissant, dont l'anatomie est caractéristique des Protostegidae.

## Écologie

### Milieu de vie
Notochelone costata est le reptile marin le plus abondant des faunes fossiles du Queensland, en Australie. Il vivait dans les vastes mers épicontinentales peu profondes qui recouvraient l'Australie au Crétacé.

### Proies et prédateurs
Notochelone costata est le premier Protostegidae dont on a découvert des contenus stomacaux fossilisés, et des coprolithes, levant ainsi le voile sur le régime alimentaire de ces tortues. Jusqu'ici, il était admis que les Protostegidae, au bec puissant, mais plongeurs médiocres, se nourrissaient d'organismes planctoniques à coquille dure, notamment d'ammonites. Mais les fossiles révèlent des fragments de coquilles d'Inoceramidae, une famille de mollusques lamellibranches, dans les contenus stomacaux de Notochelone. Ces bivalves étant des animaux benthiques, ces découvertes montrent que, à défaut de la totalité de la famille, au moins certaines espèces de Protostegidae étaient capables de plonger pour se procurer leur nourriture.
Les Notochelone étaient des animaux de taille modeste ; ils cohabitaient avec de grands prédateurs marins qui ont pu s'en nourrir. Bien qu'aucune preuve directe de prédation n'ait encore été découverte, compte tenu de leur abondance, il est fort probable que les Notochelone aient été des proies habituelles de grands prédateurs comme les Kronosaurus.